# L'immorale
L'immorale (tdl. ‘El inmoral’, conocida en español como Muchas cuerdas para un violín en España y Demasiado para un hombre en Hispanoamérica) es una película franco-italiana dirigida por Pietro Germi y estrenada en el Festival de Cannes en 1967.

## Sinopsis
Sergio tiene una vida complicada, con una esposa legítima y dos amantes, en la Italia de los años 60. Profesor de violín, divide su vida entre dos familias paralelas, la de su esposa Giulia y la de Adele, que lo absorben por completo, tanto por el doble compromiso de padre y marido, como por el amor que lo une a ambos. Para complicar aún más la historia, entra un nuevo amor, Marisa, una joven que conoció durante un viaje. Incapaz de romper los vínculos anteriores, alterna entre las tres mujeres, multiplicando las mentiras, los almuerzos, los regalos para diversas ocasiones tanto para sus amantes como para sus hijos. Sergio sueña con poder reunir a todos en una gran familia y preocupado, confía en un sacerdote.

## Reparto
- Ugo Tognazzi: Sergio Masini
- Stefania Sandrelli: Marisa Malagugini
- Renée Longarini: Giulia Masini
- Maria Grazia Carmassi: Adèle Baistrocchi
- Gigi Ballista: Don Miguel
- Sergio Fincato: Calasanti
- Marco Della Giovanna: Ricardo Masini
- Ildebrando Santafe: Caputo
- Ricardo Billi: Filiberto Malagugini
- Carlo Bagno: Sr. Malagugini
- Lina Lagalla: Sra. Malagugini
- Stefano Chierchiè⁣: Bruno
- Costantino Bramini: Nini
- Cinzia Sperapani: Luisa
- Mimosa Gregoretti⁣: Mita
- Giovanna Lenzi

## Premios y distinciones
- 1967 Nominado en el Festival de Cine de Cannes a la Palma de Oro[1]
- 1968 Nominado dos veces a los Globos de Oro